# Dino Drpić
Dino Drpić est un footballeur international croate né le 26 mai 1981 à Zagreb.

## Biographie
Lors d'un talk-show à la télévision croate, la femme de Dino Drpić, Nives Celzijus, a affirmé avoir réalisé un fantasme de son mari: faire l'amour dans le rond central du stade Maksimir, antre du Dinamo Zagreb. Le club a alors décidé de placer le joueur sur la liste des transferts, et Dino Drpić a été transféré au club allemand de Karlsruhe.

## Palmarès
- Dinamo Zagreb
  - Vainqueur du Championnat de Croatie en 2003, 2006, 2007, 2008 et 2009.
  - Vainqueur de la Coupe de Croatie en 2001, 2002, 2004, 2007 et 2008.
  - Vainqueur de la Supercoupe de Croatie en 2002, 2003 et 2006.